# Vaniity

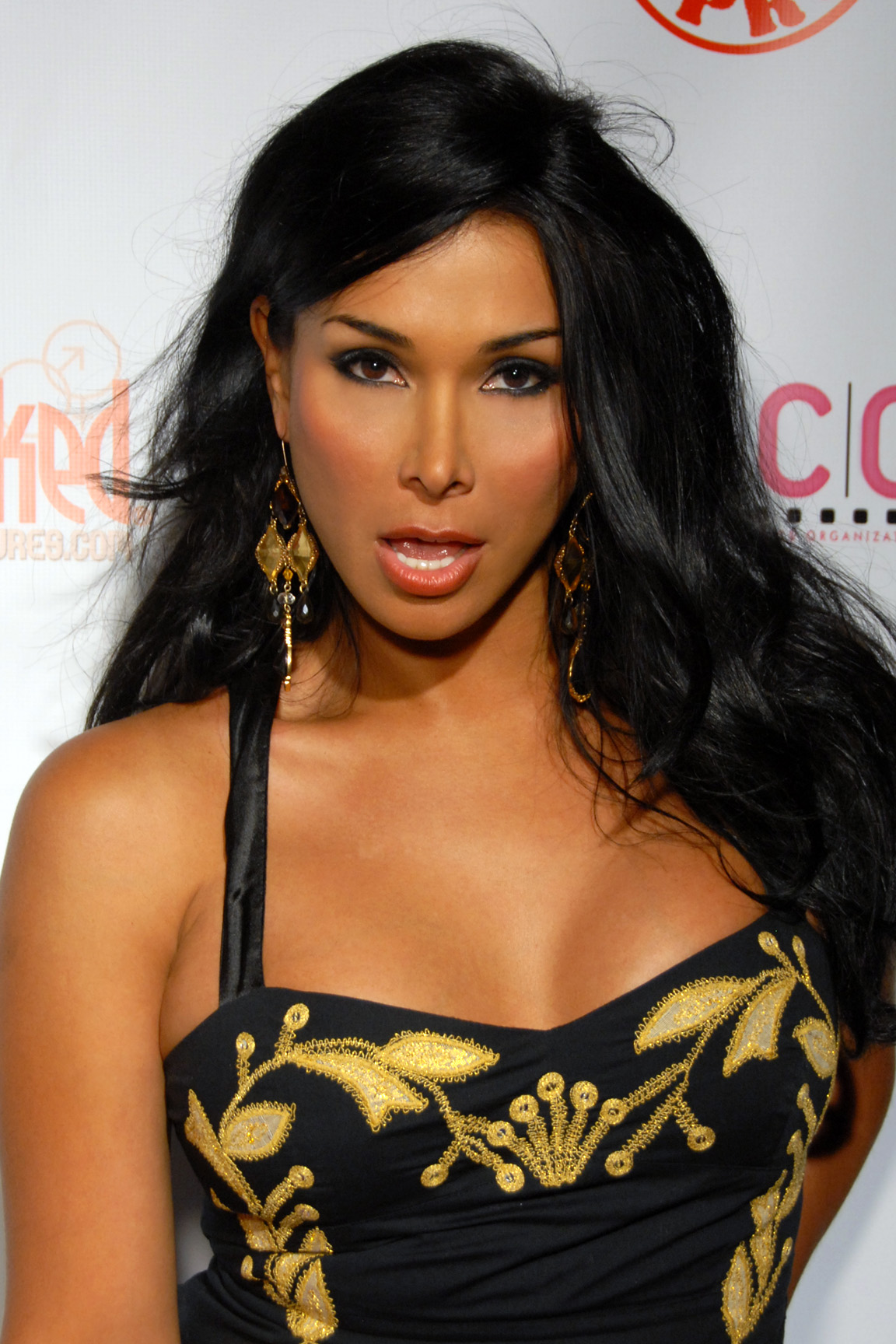
Vaniity, 2010

Delilah Vaniity Kotero (Geburtsname Pedro Mora Kotero; * 26. Juli 1973 in Uruapan, Mexiko) ist eine mexikanische transgeschlechtliche Pornodarstellerin.

## Leben
Ihre Familie wanderte nach Sunnyvale in Nordkalifornien aus, als sie sieben Jahre alt war. Sie entstammt einer großen Familie und hat sechs Brüder und vier Schwestern.

„Ich träumte davon eine Art Wonder Woman zu sein, schon immer habe ich starke Frauen bewundert, ganz besonders brünette Frauen. Heimlich trug ich die Kleidung meiner Schwestern, offen spielte ich mit Barbiepuppen und spielte Visagist und Modeberater für meine Mutter und Schwestern.“

Im Jahre 2004 war sie die erste Transfrau, die einen AVN Award gewann. Aktuell arbeitet sie an einer autobiographischen Dokumentation über ihr Leben mit dem Titel A measure of Vanity. Eine geschlechtsangleichende Operation plant sie derzeit nicht (2007).

## Auszeichnungen
- 2004: AVN Award: Transsexual Performer of The Year
- 2008: AVN Award: Best Transsexual Video für Transsexual Babysitters 2
- 2004: AVN Award Nominierung für Best Interactive DVD: Virtual Vanity (die erste interaktive Transsexuellen DVD)
- 2013: AVN Award: Transsexual Performer of the Year[1]

## Filmografie (Auswahl)
- Belladonna - Fetish Fanatic #3
- Joey Silvera’s Rogue Adventures #4, #13, #18, #20, #26, #27
- Trantastic
- Transsexual Prostitutes #17, #19, #27
- Vaniity’s Double Reverse Gang Bang
- Best of Vaniity
- Joey Silvera - Vanity Superstar
- Virtual Vaniity